# Robert Parker (enologo)
Robert McDowell Parker (Baltimora, 23 luglio 1947) è un critico di vini statunitense.
Le sue valutazioni dei vini su una scala da 1 a 100 punti e la sua newsletter The Wine Advocate influenzano fortemente gli acquisti di vino statunitensi, fatto che ha reso il critico del vino più conosciuto e influente al mondo.